# Indépendantisme wallon
 (juillet 2007).
L'indépendantisme wallon est un courant du mouvement wallon prônant la séparation de la Wallonie de la Belgique.

## Histoire
Le courant indépendantiste est un des plus jeunes au sein du mouvement wallon. Le premier projet d'indépendance complète de la Wallonie naît durant la Seconde Guerre mondiale, au sein du Rassemblement démocratique et socialiste wallon (RDSW), groupe essentiellement liégeois, constitué à la fin de 1942 et regroupant des hommes politiques et militants wallons libéraux et socialistes. Le RDSW a alors pour but de créer un parti unique de gauche - sans succès - et d'être un groupe de travail, auquel participent le libéral Fernand Schreurs et le socialiste Fernand Dehousse, sur le statut futur de la Wallonie. Le projet d'indépendance sera écrit en novembre 1943, après le départ des fédéralistes, sous la forme d'un projet de Constitution pour une république wallonne. Son principe repose sur « la formation d’un État wallon indépendant, susceptible de s’associer avec un État flamand et un État bruxellois, mais intégré dans le système défensif de la France ».
Le projet du RDSW sera présenté durant le Congrès national wallon de 1945 mais ne recevra durant le « vote sentimental » que 154 voix sur 1 048 votants, soit 14,6 %. Au Congrès national wallon (1946) de Charleroi la résolution en faveur de l'autonomie de la Wallonie est retravaillée. Les discussions débouchent sur un projet de confédéralisme, impliquant le droit à la sécession des États confédérés moyennant plusieurs conditions. Cependant, le projet déposé par les parlementaires wallons en 1947 n'évoque plus ce droit à la sécession qui avait été rejeté par Rénovation wallonne.
Après ce congrès, ce courant reste discret jusque dans les années soixante. C'est durant la grève générale de l'hiver 1960-1961 qu'apparaît le renardisme, courant indépendantiste pour une Wallonie socialiste et syndicale, mais son échec après cette grève force cette entreprise syndicale à se rabattre sur la constitution d'un groupe de pression fédéraliste, le Mouvement populaire wallon.
Durant les années septante et la décennie suivante, naissent plusieurs partis comme le Rassemblement populaire wallon et le Front pour l’Indépendance de la Wallonie dont le programme est l'indépendance de la Wallonie mais après plusieurs échecs électoraux, surtout celui des élections européennes du 17 juin 1984, ce courant retombe dans l'ombre. C'est le courant rattachiste qui aujourd'hui rassemble les militants wallons mécontents du résultat des réformes institutionnelles en faveur de l'autonomie de la Wallonie dans le cadre de la Région wallonne. Le choix de l'indépendance n'est supporté que par une minorité d'habitants de la Région wallonne aujourd'hui. Un sondage des journaux Vers l'Avenir et Het Nieuwsblad du 24 août 2007, indique que 12 % des Wallons sont partisans de l'indépendance de la Wallonie tandis que 82,6 % y sont opposés.

## Partis indépendantistes

### Rassemblement populaire wallon
Une partie du Rassemblement wallon entre en dissidence et forme le Rassemblement populaire wallon sous la présidence d'Yves de Wasseige. Roger Thiry, également responsable de Wallonie libre, en est le secrétaire général. Aux élections législatives du 8 novembre 1981, le RPW forme des cartels avec le PS dans les arrondissements de Verviers, Liège et Nivelles et propose une liste commune avec le Front pour l’Indépendance de la Wallonie dans les arrondissements du Hainaut sous le nom de WALLON.
En 1984, le parti est dissous lorsque son président fondateur et José Happart rejoignent le PS. Le parti est refondé en 2006 par un ancien fondateur, Pierre Dutron.

## Genèse du mouvement

Drapeau de la Wallonie (1998) inspiré du tableau Le coq hardi peint par Pierre Paulus en 1913.

Dans cette Belgique, la Wallonie devenait, en termes relatifs, la première puissance industrielle au monde. Parce que le français lui-même ne possédait pas tous les termes des industries de pointe du XIXe siècle (charbon, acier), et parce que les ouvriers pratiquaient principalement le wallon, la langue de sécurité de toute la vie économique et sociale (industrielle) était le wallon, pratiqué par les manœuvres, les ouvriers, les contremaîtres, les cadres supérieurs, les patrons, usage qui s'est longtemps maintenu parfois jusqu'à la fin du XXe siècle.

Le français était la langue de l'enseignement et pour partie de la vie politique. Au développement de cette classe ouvrière en Wallonie (usant du wallon mais aussi ouverte au français), s'est ajoutée, en quelque sorte “naturellement" la naissance d'un mouvement ouvrier dont le relais politique a été le POB (Parti Ouvrier Belge). Celui-ci, dans son programme, prônait l'égalité des langues (français et néerlandais) en Belgique. Mais la majorité de ses élus le furent principalement en Wallonie alors que, avec l'instauration du suffrage universel tempéré par le vote plural (plusieurs voix aux diplômés, chefs de famille propriétaires, etc.), la Flandre élisait parfois de manière écrasante des députés catholiques conservateurs (tous les élus flamands sont du Parti Catholique par exemple aux élections de 1894). À partir de là, les votes en faveur du flamand ont pu être ressentis par les socialistes wallons, mais aussi les libéraux (avec lesquels ils font alliance aux élections de 1912), comme portés par une Flandre conservatrice et dominante, ces deux partis ne parvenant pas à participer au pouvoir national étant donné le poids démographique de la Flandre catholique soutenue une importante minorité catholique en Wallonie (40 % des suffrages en 1912). Philippe Destatte écrit : 
«  L'échec de leur cartel aux élections législatives du 2 juin 1912 traumatise d'autant plus les libéraux et les socialistes, qu'ils semblaient sûrs de l'emporter. Procédant d'une géographie électorale qui allait avoir un bel avenir, les élections attribuent la victoire au Parti catholique, alors que les gauches gagnent dans tous les arrondissements wallons. Au niveau belge, le Parti catholique emporte 101 sièges sur 186 et bénéficie même de 15 des 20 sièges supplémentaires, créés dans le cadre de la représentation parlementaire au recensement de 1910. En Flandre, c'est neuf sièges sur dix que les catholiques s'attribuent. L'impression est pénible pour les alliés wallons du cartel qui ont emporté 44 des 72 sièges localisés en Wallonie. Le gouvernement craint d'ailleurs le pire: dès le 2 juin, le ministère de la Guerre rappelle trois classes de milice, environ 40 000 soldats. »
 Le lendemain des élections, le 3 juin, la gendarmerie ouvre le feu à Liège sur la foule ouvrière mécontente. Il y a quatre morts. À partir de cette année, du moins en Wallonie, la revendication du suffrage universel et celle de la "séparation administrative" (ou le fédéralisme, l'autonomie de la Wallonie), se confondirent jusqu'à l'invasion allemande d'août 1914
La Grande Guerre allait modifier la politique belge et endormir pour quelque temps les conflits entre la Flandre et la Wallonie. La revendication de l'autonomie de la Wallonie fut alors abandonnée par les partis politiques (libéraux et socialistes) qui la réclamaient avant 1914. La Seconde Guerre mondiale ralluma les passions. Peu motivés par une armée trop francophone à leurs yeux, l'esprit chargé des mauvais souvenirs d'une armée exclusivement francophone en 1914-1918 (au niveau des officiers), une partie des troupes flamandes ne combattit pas l'armée allemande en mai 1940. Hitler avait d'ailleurs décidé de ne pas maintenir les soldats prisonniers flamands de l'armée belge. Seuls les soldats wallons demeurèrent en captivité jusqu’à la défaite allemande. La Résistance dans tous les domaines  fut plus forte en Wallonie qu'en Flandre. On a pu dresser des cartes des attentats perpétrés par le maquis: ils sont sept fois plus élevés en Wallonie qu'en Flandre. Ceci doit cependant être relativisé par le fait que les objectifs industriels les plus importants se situaient en Wallonie.

## L'après-guerre
En octobre 1945 un important Congrès national wallon proposa quatre solutions pour le pays wallon: l'indépendance, la réunion à la France, une simple décentralisation, l'autonomie dans le cadre d'un État fédéral. C'est cette dernière option qui l'emporta. En 1946, le projet adopté à la suite des résolutions de 1945 prévoyait d'ailleurs le droit à la sécession des États confédérés. En 1947, libéraux, socialistes et communistes wallons déposèrent une proposition de loi allant en ce sens, quoique le droit de sécession n'y était plus évoqué, mais elle ne fut pas prise en considération. En mars 1950, un référendum sur le retour du roi (exilé en Suisse car la gauche lui reprochait son attentisme face aux Allemands durant la guerre), divisa profondément le pays : 58 % des Wallons, 51 % des Bruxellois refusaient le retour de Léopold III à travers un référendum consultatif appelé Consultation populaire, mais plus de 70 % de Flamands l'exigeaient. Au total le roi disposait d'une majorité au niveau belge (les Flamands étant plus nombreux). Il revint mais son retour donna lieu à une sorte de réactivation de la résistance en Wallonie : en moins d'une semaine, plus de 100 attentats à l'explosif… Des leaders syndicaux et politiques jetèrent les bases à Liège d'un gouvernement wallon séparatiste, au lendemain de la Fusillade de Grâce-Berleur où quatre ouvriers wallons perdirent la vie (trois d’entre eux étaient d’anciens résistants). Le roi se retira faisant tomber l'agitation. En 1960, dans le contexte d'une opposition à un Gouvernement en faveur de l'austérité, une grève générale paralysa à nouveau la Wallonie et son objectif devint à nouveau l'obtention de l'autonomie. En fait, à la suite de la grève, une dynamique politique en faveur d'une réforme de l'État se mit en route. La Flandre obtint satisfaction en conquérant l'autonomie linguistique et culturelle et la fondation de deux Communautés, française et néerlandaise (plus tard "flamande") en 1970. Les Wallons réclamaient la régionalisation économique. Ils l'obtinrent difficilement en 1980 et sur des matières limitées. Peu à peu cependant le pouvoir des Régions s'accrut considérablement en même temps que celui des Communautés. En 1999, on pouvait considérer que 51 % des compétences étatiques avaient été dévolues aux États fédérés, ceux-ci, de plus, disposant de la liberté entière d'action sur le plan international (dans le cadre de leurs compétences).
Le Rassemblement wallon à la fin de son existence de même que le Rassemblement populaire wallon au cours de sa brève vie, fut indépendantiste, de même que le mouvement Wallonie libre à partir de 1980 et le Rassemblement Populaire Wallon de 1981 à 1984 puis lors de sa relance en 2006.

## Aujourd'hui
Le Rassemblement wallon est le principal parti à prôner l'indépendance de la Wallonie, tout en laissant le choix au peuple wallon par référendum de choisir le rattachement à la France.
Aujourd'hui, la Wallonie, économiquement mal-en-point, tente d'utiliser les compétences qui lui sont dévolues pour redresser économiquement la région. Mais sa faiblesse économique, une dépendance à la Flandre, concourt à ce que la revendication d'indépendance (qui pourrait être considérée comme à moitié satisfaite), attiédit l’indépendantisme. Le plus important homme politique wallon, Elio Di Rupo a présidé le Gouvernement wallon de 2005 à 2007, ce qui donne une idée de l’importance de cette entité fédérée: en effet les chefs de partis en Belgique sont considérés comme les personnages politiques les plus importants. Mais il ne l’assume certes pas dans un esprit indépendantiste. Simplement, face à l’appétit flamand de nouvelles compétences (pour les États-régions qu’au départ la Flandre refusait), le président socialiste du Gouvernement wallon brandit la menace d’une Wallonie et de Bruxelles (les deux États-régions francophones), se donnant les caractéristiques d’une nation, la menace étant répétée cette année[Quand ?] à la Fête de Wallonie par le Ministre-Président wallon Rudy Demotte.
S’il n’existe pas de courant indépendantiste assumé en Wallonie, en tout cas pas par les partis représentés au Parlement, les structures institutionnelles objectives, le désir de la Flandre de poursuivre l’achèvement de son indépendance en transférant de plus en plus de compétences de l’État belge, mène les responsables tant wallons et francophones que flamands à bâtir une maison “Belgique” aux appartements de plus en plus séparés. Les deux Manifestes wallons, le Manifeste pour la culture wallonne publié le 15 septembre 1983 et celui qui en assure le relais dans le temps en 2003, présenté au Président du Parlement wallon le 15/9/2003, présentent l'intérêt d'être des textes ayant rassemblé des personnalités wallonnes de tous horizons et de définir une position collective qui sans prôner ouvertement l'indépendance n'est pas fermée non plus à cette perspective absolument. Un syndicat comme la FGTB a pu s'y associer. Quant aux Sentiments d'appartenance en Belgique et Wallonie ils peuvent être appréciés assez objectivement comme étrangers mais en un certain sens "permissifs" à l'égard à tout le moins d'un approfondissement de l'autonomie vers une possible indépendance ou une indépendance partielle.
Si le nationalisme est le fait de poser une question nationale, sans donner nécessairement à la nation la priorité sur toutes les autres de la vie sociale, alors on peut parler d'un nationalisme wallon, ce qui se révèle à l'étude de l'Histoire de la Wallonie.
Un sondage des journaux Vers l'Avenir et Het Nieuwsblad du 24 août 2007, indique que 12 % des Wallons sont partisans de l'indépendance de la Wallonie tandis que 82,6 % y sont opposés. Les Flamands sont partisans de l'indépendance de la Flandre à 38,8 % et 53,6 % y sont opposés. Les sans avis sont 5,5 % en Wallonie, 7,6 % en Flandre. Plusieurs partis flamands importants prônent cette indépendance, ce qui n'est pas le cas en Wallonie. 12,6 % de Wallons pensent que la crise politique consécutive aux élections de juin 2007 marque la fin de la Belgique et 13,6 % de Flamands sont du même avis : à l'opposé 81 % des Wallons et des Flamands pensent que la Belgique va subsister.